# 死の準備教育
死への準備教育（しのじゅんびきょういく、death education）とは、人間らしい死を迎えるにはどうすべきか、に関する教育をいう。
必ず訪れる「死」を見つめることによって、限り有る「生」を充実させることを目的とする内容が多い。

## 起こり
上智大学教授のアルフォンス・デーケンが、1982年頃から「死への準備教育」を提唱している。「死を見つめることは、生を最後までどう大切に生き抜くか、自分の生き方を問い直すことだ。」と、デーケンは唱えている。特に、余命を宣告された人の心のケアの重要性を訴えている。
デーケンの支持団体としては、「東京・生と死を考える会」（1999年5月創立）などが結成されている。

## 背景
近年になって、「死への準備教育」が求められるようになっている。その背景には、以下の点が挙げられる。
1. 高齢化社会の進行。
2. 病院内での死の急増。（現在では、90%が病院死となっている。）
3. 安易で無理な延命治療などによる、六方を医療機器に囲まれた「痛々しい」死の急増。
4. 死の定義の曖昧化（脳死と心臓死の論争）。
5. 「生きること」の意義の喪失と、その蔓延。
6. 社会の荒廃と、それに伴う自殺や犯罪の増加。

これらを背景に、「人間らしく死ぬこと」「生と死とは何か？」の意義が問われるようになって来た。
アメリカでは、1960年代後半からさまざまな大学でデス・エデュケーション（Death Education)が行われてきた。
ミネソタ大学のロバート・フルトン教授がはじめたとされている。講義名は、デス・エデュケーションではなく、死の社会学という名称であった。
1977年には、アメリカで学術雑誌『デス・エデュケーション』が創刊されている。『デス・エデュケーション』は、『デス・スタディーズ』として雑誌名を改題して現在も出版されている。

## 「生と死」をテーマにする作品
「生と死」をテーマにする作品（テレビドラマ、映画、漫画、小説など）は、医師の立場で描かれた作品と、患者の立場で描かれた作品に大きく分けられる。
かつて、「生と死」をテーマにした作品は、入院してから病院で死ぬまでの患者の「闘病生活」を描いた作品が多かった。
しかし、近年では、余命の宣告を受けた者の「闘病生活」ではなく、余命の宣告を受けた者が「普段の生を、どう充実させるか」や、「人間らしい死とは何か？」に視点が置かれる作品が目立つ。この代表作には、『シュート!』（サッカー漫画）、『僕の生きる道』（教師ドラマ）、『いのちのリレー』（ノンフィクション) 『イキガミ』  (闘病ではないが、ある人が「国家繁栄維持法」により国から死亡予告書をもらって24時間以内に死ぬという状況の中で、どう生き、どう死ぬのかが描かれる)  などがある。